# Núcleo Misiones (geobotánica)
En fitogeografía, se conoce bajo el nombre de núcleo Misiones a una unidad geobotánica integrante del dominio de los bosques secos estacionales neotropicales (BSEN). Reúne en ella a forestas subtropicales caducas y semicaducas —en razón de sufrir en diverso grado una estación seca—, desplegándose por el centro-este del subcontinente sudamericano.

## Distribución
El llamado ‘‘núcleo Misiones’’ se construyó redefiniendo la provincia fitogeográfica paranaense, haciendo que cubra sectores del sudeste y sur brasileño, el centro y este del Paraguay, en la chiquitanía del sudeste de Bolivia y en el nordeste de la Argentina hasta el bajo río Paraguay y el Paraná Medio. Hacia el sur se ha postulado que también podría llegar hasta el oeste del Uruguay.

## Ecología

### Suelos
Los suelos se presentan en variedad de tipos distintos, pero en general los de las llanuras tienden a ser profundos, compuestos por materiales finos de tipo loéssico, limosos o arenosos; mientras que en los cordones serranos y montañosos abundan los suelos rocosos, poco evolucionados. Es especialmente característica esta formación en algunos tipos particulares de suelos, concretamente los que poseen caliza, una roca sedimentaria compuesta mayoritariamente por carbonato de calcio, generalmente calcita, aunque frecuentemente presenta trazas de magnesita y otros carbonatos.

### Relieve
El relieve es variado, desde albardones de humedales en regiones de llanuras casi perfectas situadas próximas al nivel del mar, hasta áreas onduladas, mesetas y sectores serranos rocosos en el centro de la región oriental paraguaya y en la chiquitanía boliviana.  

### Clima
Si bien es variado, predomina el clima semitropical, desde húmedo en el este, pasando al semiestépico en la cuenca del río Paraguay, a continental en la chiquitanía, con rasgos monzónicos.
En las regiones más occidentales las precipitaciones son escasas en la temporada seca en contraste con intensas en la temporada húmeda. En el este del Paraguay y en el extremo nordeste argentino este contraste hídrico es menos acentuado.
Térmicamente, acordes a su latitud y altitud, posee veranos cálidos e inviernos suaves, siendo el rigor invernal en cuanto a mínimas absolutas desde carente de heladas en sectores del sudeste brasileño y la chiquitanía, hasta con heladas suaves en el resto. Los veranos son muy cálidos, con temperaturas máximas absolutas de más de 47 °C.

## Historia paleogeobotánica
Durante los cambios climáticos del Pleistoceno tardío de América del Sur se desarrolló un tipo de bioma integrado por vegetación de características particulares la que, gracias a su adaptación a un determinado clima más árido que el actual, pudo expandirse por gran parte del subcontinente, nudo de la teoría del denominado ‘‘Arco Pleistocénico’’ o ‘‘Arco Residual Peistocénico’’ (ARP).
Gracias a la evidencia geomorfológica reunida, se postuló que los bosques que integran en el presente el ‘‘núcleo Misiones’’ serían relictos de esa flora en común que en períodos del máximo glaciar, hacia finales del Pleistoceno (entre 20 000 y 12 000 años AP), alcanzaron su mayor continuidad y amplitud, ocupando gran parte del centro y norte de Sudamérica, sobre un área mucho más extensa y continua que la actual.
Durante el Holoceno temprano (10 000 a 8000 años AP) luego de la última gran glaciación, el clima comenzó a tornarse más húmedo, por lo que la flora selvática encontró otra vez condiciones favorables para expandirse sobre los territorios ocupados por el ‘‘núcleo Misiones’’, y como contraparte, esta flora adaptada a condiciones semiáridas, al no encontrar un escenario climático favorable, se retrajo, siendo mayormente sustituida hasta la actualidad (especialmente hacia el oriente) por la vegetación siempreverde, favorecida por la prolongación del ciclo húmedo. Los bosques del el núcleo Misiones solo han logrado mantenerse fragmentados, distribuidos en diferentes puntos relícticos, gracias a condiciones microclimáticas o edáficas favorables.

## Historia sistemática y afinidades florísticas
Creación de la entidad
La estructuración del ‘‘núcleo Misiones’’ fue desarrollada y dada a conocer en 1993 por el fitogeógrafo argentino Darién Eros Prado y Peter E. Gibbs. En las clasificaciones tradicionales (por ejemplo, la de Ángel Lulio Cabrera) las unidades que lo integran eran ubicadas en otros dominios fitogeográficos: en el chaqueño o en el amazónico, con los cuales guarda alguna relación, siendo de alguna forma una transición entre ambos.
Definición del concepto
Comparando la vegetación de los bosques del núcleo Misiones con la de otras unidades geobotánicas del continente mediante análisis multivariados, numérico y fitosociológico clásico, los investigadores concluyeron que sus comunidades vegetales son únicas en su naturaleza y composición florística, estando más emparentadas entre sí que con las restantes unidades geobotánicas en las que habían sido anteriormente incluidas. 
El paradigma del dominio de los BSEN es el patrón de distribución del cebil (Anadenanthera colubrina), el cual también se encuentra en el núcleo Misiones. Otras especies características del núcleo Misiones son: el urunday (Myracrodruon urundeuva = Astronium urundeuva), el mamón del monte (Carica quercifolia), el tala (Celtis iguanaea = C. pubescens), los timbóes colorado (Enterolobium contortisiliquum) y blanco (Albizia inundata), el viraró (Ruprechtia laxiflora), el fumo bravo (Solanum granulosum leprosum), el ibirá pitá (Peltophorum dubium), el seibo rosado (Erythrina dominguezii), el ombú (Phytolacca dioica), la tipa colorada (Pterogyne nitens), el mataojos colorado (Pouteria gardneriana), los lapachos amarillo (Tabebuia aurea) rosado (Handroanthus impetiginosus) y negro (Handroanthus heptaphyllus), el guaraniná (Sideroxylon obtusifolium), el palo rosa (Aspidosperma polyneuron), el guayubirá (Patagonula americana = Cordia americana), el peteribí (Cordia trichotoma), el guayaibí amarillo (Terminalia triflora), el roble o palo trébol (Amburana cearensis), el manduvirá (Geoffroea spinosa), la espina corona (Gleditsia amorphoides), el cedro (Cedrela fissilis), el zapallo caspi (Pisonia zapallo), el palo amarillo (Phyllostylon rhamnoides), el falso cafeto o mandioca brava (Manihot grahamii), el sota caballos (Luehea divaricata), el guabiyú (Eugenia pungens = Myrcianthes pungens), el ñangapirí (Eugenia uniflora), el aguay (Chrysophyllum gonocarpum), etc.
La base del ‘‘núcleo Misiones’’ —como parte central en la teoría del arco pleistocénico— se asienta sobre el tradicional concepto de la provincia fitogeográfica paranaense la cual es tradicionalmente incluida totalmente en el dominio fitogeográfico amazónico, en razón de sus relaciones florísticas con la provincia fitogeográfica atlántica o mata atlántica típica, la que la bordea por el este. Sin embargo la misma presentarría una yuxtaposición del dominio amazónico con el de los BSEN. 
Al crear la tesis del ‘‘núcleo Misiones’’ su concepto fue redefinido, retirándole los bosques de araucaria y sumándole algunos del chaco húmedo. 
El eje del ‘‘núcleo Misiones’’ comprende desde la cuenca del Alto Paraná hasta la ribera oriental del río Paraguay, y desde el estado de Mato Grosso del Sur hasta la cuenca del alto río Uruguay en el noroeste del estado de Río Grande del Sur, pasando por el oriente paraguayo y el nordeste argentino, en el sur de Misiones y el norte de Corrientes, además del este de Formosa.
Estos bosques son característicos de algunos tipos particulares de suelos, especialmente los que poseen caliza.
Una formación boscosa muy afín al concepto (el ‘‘distrito del Urunday’’ de Martínez Crovetto) forma un cordón entre las selvas continuas y las sabanas del distrito de los campos y malezales, en el centro de la región oriental del Paraguay, y especialmente en el sur misionero argentino y el noroeste de Río Grande del Sur en el Brasil. Es identificable por la presencia de algunas especies arbóreas; en suelos pedregosos, con basalto aflorante o próximo a la superficie abundan el urunday (Astronium balansae = Myracrodruon balansae) —el cual forma bosques puros— y Helietta longifolia (= H. apiculata); mientras que en suelos laterítico-profundos pasan a ser dominantes el cebil (Parapiptadenia rigida) y laurel negro (Nectandra megapotamica). En ambas facies los acompañan Balfourodendron riedelianum, Diatenopteryx sorbifolia, Holocalyx balansae, Peltophorum dubium, chichita (Lithrea brasiliensis), cangorosa (Maytenus ilicifolia), espinillo (Acacia caven), cardón (Cereus uruguayanus), tala gateador (Celtis iguanaea = C. pubescens), lapacho negro (Handroanthus heptaphyllus), sota caballos (Luehea divaricata), ñangapirí (Eugenia uniflora), etc.
El núcleo Misiones se expande (frecuentemente de manera vestigial)  por áreas en las que domina la selva austrobrasileña, o mata o floresta subtropical mediante dos formaciones selváticas paranaenses de baja altitud correspondientes al distrito de las selvas mixtas, ambas ecotonan en sus zonas de contacto, especialmente en el sur.
Una es la llamada ‘‘selva estacional caduca’’, que cubre sierras bajas y lomadas del centro del Paraguay oriental, la cuenca del alto río Uruguay misionero y sectores en los estados brasileños de: Río Grande del Sur (norte y centro),  Minas Gerais, Tocantins, Bahía, Piauí y Maranhão.
Se define por presentar más del 50 % de las especies arbóreas caducas en la estación seca, en razón de la estacionalidad de la lluvia.

La otra es la denominada ‘‘selva estacional semicaduca’’, que cubre los valles y lomadas de la cuenca del alto río Paraná misionero y del este del Paraguay así como una gran parte del sudeste del Brasil (mayormente en las cabeceras del alto río Paraná), en los estados de Bahía, Espírito Santo, Goiás, Mato Grosso del Sur, Minas Gerais, Paraná, Río de Janeiro, Río Grande del Sur, Santa Catarina, São Paulo y Tocantins. La misma se caracteriza por presentar entre el 20 y el 50 % de las especies arbóreas caducas en la estación seca, en razón de la estacionalidad de la lluvia.
Este último tipo forestal, por tener más porcentaje de especies perennifolias, es el más similar a la mata atlántica senso stricto, y está relacionado ecotonalmente con las selvas del distrito fitogeográfico planaltense —o ‘‘selva umbrófila mixta’’— (las que también se incluyen en el dominio amazónico), foresta que se caracteriza por la abundancia de numerosas especies endémicas, entre las que destacan algunas coníferas, en especial el pino Paraná o curiy (Araucaria angustifolia). Estos “bosques de Araucaria” son relictos de formaciones forestales más extendidas que dominaron en el Cuaternario tardío, favorecidos por condiciones más frías y húmedas.
A los sectores dispersos dentro del bloque selvático paranaense tradicional y en la franja occidental del mismo se le incorporaron dos distritos: el Bosque chiquitano (postulado también como una entidad independiente dentro de los BSEN, separada del núcleo Misiones) y el “bosque transicional austro-brasileño”, el que incluye algunas unidades florísticas, como la “selva de ribera” que se desarrolla junto a los ríos Paraguay y Paraná (antes incorporadas al dominio amazónico), los urundayzales (consocies de Astronium balansae), y los bosques que se extienden en escarpas y lomas no inundables desde el nordeste de Santa Fe, y el este de Chaco y de Formosa, y continúan en el chaco paraguayo (los dos últimos antes adjudicados al dominio chaqueño).
Aceptación de la teoría
A pesar del tiempo transcurrido (más de 20 años) desde que fue rediseñada la provincia paranaense con los agregados y nuevos límites para conformar el ‘‘núcleo Misiones’’ dentro de los BSEN, y del rigor aplicado en la realización de los análisis para arribar a lo categórico del resultado, el concepto no se ha difundido lo suficiente, por lo que una parte de los especialistas continúa ejecutando sus investigaciones sobre la base de los conceptos y agrupamientos tradicionales. En lo que respecta a las selvas multiestratificadas del sector oriental del ‘‘núcleo Misiones’’, sus 1700 a 2000 mm (y hasta más) de precipitación anual repartidos bastante regularmente a lo largo del año con el consiguiente menor porcentaje de especies caducifolias y elevado índice de perennifolias (de Aquifoliaceae, Lauraceae, Sapotaceae, etc.) de linaje amazónico oriental, y sus relaciones florísticas con la mata atlántica senso stricto, se aleja del resto de las áreas propuestas, con marcadas estacionalidades hídricas. Sin embargo, si bien al definir el dominio se mapeó toda la mata atlántica interior o selva paranaense dentro del ‘‘núcleo Misiones’’, se especificó que en la zona coexisten forestas de esencias de linaje amazónico (mayormente dominantes hacia el oriente) con manchones o ‘‘islas’’ del ‘‘núcleo Misiones’’ en sectores edáficamente apropiados (tipo de suelo, orientación e inclinación de laderas, etc.), los que tienden a disminuir hacia el este (como manifestaciones vestigiales) y a expandirse hacia el oeste. La misma selva paranaense tradicional, mixtura ambos dominios, siendo fieles al ‘‘núcleo Misiones’’ (dominio de los BSEN) las altas especies del estrato emergente, pero del dominio amazónico las de los estratos inferiores.
Ha conspirado en la difusión del ‘‘núcleo Misiones’’ también la omnipresencia que a finales del siglo XX y en el siglo XXI ha adquirido el empleo de las subdivisiones en ecorregiones en la mayor parte de las políticas de investigación y conservación, lo cual no favorece a la difusión del nuevo concepto pues zoogeográficamente la selva paranaense es una clara continuación —empobrecida— de la mata atlántica “senso stricto” siendo que ambos ecosistemas formaban (hasta comienzos del siglo XX) un único y continuo bloque selvático sin solución de continuidad, y la exposición de la gran ecorregión de la mata atlántica incluyendo en ella a la selva paranaense biogeográfica en concordancia con la fitogeográfica (visión tradicional) es mucho más simple de representar y difundir en la comunidad.
En un mapa fitogeográfico de la selva atlántica interior los bosques del ‘‘núcleo Misiones’’ solo se harían visibles si se establece una escala que permita observaciones en detalle, lo cual no es lo habitual. En la misma, la preponderancia de la sujeción de los bosques del ‘‘núcleo Misiones’’ a determinadas características edáficas, si bien representan comunidades permanentes, los tiende a reducir a comunidades subclimácicas (en razón de que representarían edafoclímax) ('comunidades serales' según el propio Cabrera) y no la vegetación climácica correspondiente a la región donde se desarrolla, determinada por el clima local, el cual desencadena una sucesión de la fitocenosis que culmina en el clímax territorial o climático, el que representa territorialmente la etapa máxima de estabilidad florística.

## Conservación
En la fitogeografía sudamericana tradicional, el ‘‘núcleo Misiones’’ ha permanecido oculto dentro de otras unidades de vegetación, lo que ha provocado que sus unidades hayan sido particularmente descuidadas en las políticas conservacionistas, tanto gubernamentales como privadas. 
Es fundamental que de manera urgente la importancia fitogeográfica y biológica de estos bosques sea valorizada logrando de este modo que muestras importantes de sus remanentes sean preservadas antes de que desaparezcan, puesto que en buena parte ya han sido reconvertidos a cultivos de soja, pasturas pecuarias, forestaciones, yerbatales, etc.